# Typothoracinae
Typothoracinae é um clado de aetossauros dentro da subfamília Aetosaurinae. É um taxon-tronco definida como base na proximidade com os aetossauros Typothorax Stagonolepis ou Desmatosuchus. Como muitos dos aetossauros, a maioria das sinapomorfias que diagnosticam o clado são encontrados nas osteodermas. Incluem um ângulo fortemente agudo da flexão entre os flanges dorsal e lateral das placas dorsais e laterais e de formato triangular, placas laterais caudais pélvicas e dorsais possuindo um limite semicircular e ganchos  proeminentes.